# شارلوت تشارك
شارلوت تشارك (ولدت لعائلة سيبر، والمعروفة أيضًا بشارلوت سيشيفيرل، وباسم تشارلز براون) كانت ممثلة إنجليزية، وكاتبة مسرحية، وروائية، ومؤلفة سير ذاتية. بدأت التمثيل في سن السابعة عشرة في أدوار رجالية، وأخذت ترتدي ملابس الرجال خارج المسرح أيضًا، مؤديًة ومعروفة علنًا باسم «تشارلز براون» منذ عام 1741. ألفت كتاباتها اللاحقة وأمضت مسيرتها المهنية تحت اسمها الخاص، «السيدة شارلوت تشارك»، على أنها ابنة كولي سيبر. بعد فشلها في سلسلة من الوظائف المرتبطة بالرجال في ذلك الوقت، مثل الخادم الشخصي، وصانع النقانق، والمزارع، ومالك الحانة، نجحت في مسيرتها ككاتبة واستمرت في عملها روائية ومؤلفة مذكرات حتى وفاتها في عام 1760.

## نشأتها
ولدت تشارك في 13 يناير 1713، في لندن، إنجلترا، الابنة الأصغر بين اثني عشر طفلًا. كان والدها الممثل والكاتب المسرحي وشاعر البلاط كولي سيبر، وكانت والدتها الموسيقية والممثلة كاثرين شور. توفي معظم إخوتها قبل بلوغ سن الواحدة، وشور، التي كانت في الخامسة والأربعين من عمرها عندما أنجبت تشارك، رأت في تشارك «ضيفة غير مرحب بها في الأسرة». كره إخوة تشارك لها عندما كانت صغيرة وظل الكثير منهم بعيدين عنها طوال حياتهم.
مثل إخوتها وأخواتها، أبدت اهتمامًا بالمسرح، وكثيرًا ما قضت وقتًا في مسرح رويال دروري لين، الذي أداره والدها.
يقول أفراد العائلة والأصدقاء إن تشارك بدأت تظهر «إدمانًا» للأنشطة الرجولية في سن مبكرة. نظرًا لغياب والدها غالبًا بسبب المساعي التجارية ومرض والدتها المتكرر، أصبحت تشارك مستقلة الشخصية في سن مبكرة.
بين عامي 1719 و1721، التحقت بمدرسة السيدة درابر للفتيات في شارع بارك، وستمنستر، حيث درست الفنون المتحررة، واللاتينية، والإيطالية، والجغرافيا. بعد ذلك، عاشت مع والدتها في ميدلسكس وواصلت دراستها في المنزل، بما في ذلك الرقص تحت إشراف «السيد جروسكونيت المعروف». وصفت تعليمها بأنه «راقٍ»، ولم تبدِ اهتمامًا أبدًا بالتطريز أو تزيين المائدة، بل كانت تفضل تعلم العلوم واللغات. أشارت إلى أن تماهيها مع الجنس الذكري بدأ مبكرًا في حياتها، وذكرت تقليدها لوالدها وهي طفلة صغيرة. عندما انتقلت للعيش مع والدتها، علمت نفسها بنفسها أنشطة تقليدية كانت تعتبر ذكورية مثل الرماية، والبستنة، وسباق الخيل. في عام 1724، انتقلت تشارك ووالدتها إلى هيرتفوردشاير، حيث واصلت متابعة الموضوعات والهوايات التقليدية الذكورية. حسب روايتها، درست الطب هناك وفي عام 1726، في سن الثالثة عشر، حاولت إثبات نفسها كطبيبة. لم تنجح في ذلك، وفي عام 1729، عادت إلى لندن للعيش مع والدها.

## بداية مسيرتها الفنية
عند عودتها إلى لندن، تقرب منها الملحن وعازف الكمان ريتشارد تشارك، وتزوج الاثنان بعد ستة أشهر من لقائهما، في 4 فبراير 1730. كان الزواج قصير الأمد، حيث اعتقدت تشارك أن زوجها اندفع تجاهها بسبب وضعه المالي السيئ وحالة والدها المالية الجيدة. بمجرد الزواج، بدأت تشارك، التي لم تعد تحت رعاية والديها، بالظهور على المسرح.
في مذكراتها، تتحدث عن إعجابها بالسيدة آن أولدفيلد «المثالية»، التي شجعت «آمالها في النجاح». في 8 أبريل 1730، وفي سن السابعة عشرة، ظهرت تشارك لأول مرة لها على المسرح في دروري لين في مسرحية «الزوجة المستفزة» لجون فانبرو، مؤدية دور مادموزيل، وهو دور ثانوي نمطي شديد الأنوثة. توقفت تشارك عن التمثيل بعد اكتشافها أنها حامل. أنجبت ابنة، كاثرين (المعروفة أيضًا باسم كيتي)، في ديسمبر 1730. بحلول يونيو 1731، عادت تشارك إلى المسرح في دور لوسي في مسرحية «تاجر لندن» لجورج ليلو. في الشهر التالي، ظهرت لأول مرة في دور رجالي تراجيدو في نفس المسرحية، وتبعت ذلك بدور رودريجو في «عطيل» في 1732. أصبحت تشارك مهتمة بأدوار التنكر، أو الأدوار الذكورية التي تؤديها النساء. لاحقًا، ظهرت بدور السيدة سلامركين في «أوبرا الشحاذ» والفتاة المسترجلة هويدن في «الانتكاس». حول هذا الوقت، بدأت تشارك ترتدي ملابس الرجال بشكل متقطع خارج المسرح.
في عام 1733، باع سيبر حصته المسيطرة في مسرح دروري لين لجون هايمور، وهو ما أزعج تشارك، التي شعرت أنه كان ينبغي نقلها إليها وإلى أخيها، ثيوفيلوس سيبر. من المحتمل أن البيع كان مخططًا من قبل سيبر لتخفيف ديونه عن طريق بيع الحصة بسعر مبالغ فيه لتحقيق ربح. ثيوفيلوس، الذي من المحتمل أنه كان على علم بالمخطط، استغل فرصة القيادة الجديدة بدون والده ليطالب بمزيد من الحقوق في المسرح ونظم تمرد الممثلين. أدى التمرد إلى قيادة مضطربة لتشارلز فليتوود، وبعد عدة سنوات من العمل في دروري لين، طردت تشارك من الشركة بسبب شجارها مع فليتوود ولسلوكها الصاخب، الذي وصف أيضًا «بسوء السلوك الخاص».
على الرغم من طلب والدها بإعادة تعيينها في منصبها، اختارت تشارك متابعة مساعي أخرى. رفض دخولها إلى العديد من المسارح بعد مغادرتها دروري لين. في عام 1735، أنشأت شركتها الخاصة، في ميدان لينكولن إن فيلدز، وأدت مسرحيتها الأولى، «فن الإدارة». كانت المسرحية هجومًا مباشرًا على فليتوود، الذي حاول شراء جميع النسخ المطبوعة من المسرحية لمنع تداولها.
في عام 1736، انضمت إلى شركة هنري فيلدينغ في مسرح هايماركت. هناك، ظهرت بدور اللورد بلايس، وهو تقليد ساخر لوالدها، في مسرحية فيلدينغ «باسكوين». كانت المسرحية هجومًا قويًا على روبرت والبول وحكومته. سخرت من كولي سيبر بسبب تعلقه بوالبول وحصوله على لقب شاعر البلاط دون استحقاق. ردًا على المسرحية، قاد والبول البرلمان إلى إصدار قانون الترخيص لعام 1737، الذي أغلق جميع المسارح غير المرخصة ومنع تمثيل أي مسرحية لم تمر على الرقابة الرسمية. كانت العلاقة المعادية لتشارك مع كلا المسرحين المعترف بهما من قبل حكومة لندن يعني أنها ستواجه صعوبة كبيرة في العثور على عمل مرخّص كممثلة.
بدأت تشارك مجافاة زوجها ريتشارد، الذي ظل مع شركة التمثيل في دروري لين، مستاءةً من عاداته المكلفة في القمار وخياناته المتكررة. في عام 1737، فر إلى جامايكا للهروب من ديونه، وتوفي بعد فترة وجيزة، تاركًا تشارك أمًا عزباء، بدون دخل وعلاقة متوترة مع والدها. في ذلك الوقت، كانت تشارك ترتدي ملابس الرجال بشكل متكرر، حتى خارج المسرح.

## الفقر، ملابس الرجال، ومسيرتها الفنية اللاحقة
في عام 1738، منحت تشارك امتيازًا استثنائيًا بالحصول على ترخيص لإدارة مسرح بانش في سانت جيمس. كان مسرحًا للعرائس، واستخدمت مجموعة من الدمى الخشبية لأداء عدة مسرحيات ساخرة. صورت العديد من الشخصيات المتحركة بالخيوط على أنها كاريكاتير للسياسيين والممثلين الحاليين، بمن فيهم والدها. كانت عروض الدمى الخاصة بها شعبية، وكانت خارج قوانين الرقابة الحكومية، إذ لم يظهر ممثلون بشر على المسرح. كانت هناك خطط لجولة وطنية لعروضها، لكنها ألغيت بعد إصابة تشارك بمرض خطير. وفقًا لسيرتها الذاتية، كلفتها فواتير الطبيب خسارة مسرحها، واضطرت لبيع دماها بخسارة فادحة. أرسلت الشابة كاثرين برسائل توسل إلى أصدقائها وأقاربها، لكن لم يكن أحد في عائلتها راغبًا أو قادرًا على مساعدتها ماليًا. ظل والدها غاضبًا منها بسبب تمرد ممثلي دروري لين، وكذلك انطباعها غير الجيد عنه في «باسكوين»، الذي كان فكرة عدوه القديم فيلدينغ.